# Шогенов, Таляш Питович
Таляш (Таляша) Питович Шогенов  (01.07.1891 — 21.07.1978) — Участник Великой Отечественной войны, советский хозяйственный, государственный и политический деятель, заведующий коневодством колхоза имени Кирова Эльбрусского района Кабардинской АССР..Герой Социалистического Труда (27.06.1949).

## Биография
Родился 01.07.1891 года (по другим данным — в 1896) в селе Заюково Нальчикского округа Терской области, ныне — Баксанского района Кабардино-Балкарской Республики, в семье крестьянина. Кабардинец. Окончил школу в родном селе.
С детского возраста работал по найму у зажиточных селян (батрачил). После Октябрьской революции Таляш Питович трудился в сельском хозяйстве, с началом его коллективизации в 1930 году одним из первых вступил в местную сельскохозяйственную артель, позже ставшую колхозом имени Кирова Эльбрусского (ныне — Баксанского) района. Первоначально он работал бригадиром полеводов, затем заведовал молочно-товарной фермой.
В 1931 году вступил в ВКП(б)/КПСС.
Участник Великой Отечественной войны, с 1942 года участвовал в боях против немецко-фашистских захватчиков. После полного освобождения Северного Кавказа от немецкой оккупации Т. П. Шогенов активно участвовал в восстановлении разрушенного войной хозяйства. Благодаря самоотверженному труду сельчан уже к 1947 году колхоз имени Кирова был полностью восстановлен и по объёму производства сельхозпродукции достиг лучших результатов в Кабардинской АССР.
Таляш Шогенов заведовал колхозной коневодческой фермой, на которой выращивались верховые лошади кабардинской породы, обладающие исключительной выносливостью. Колхозные коневоды, среди которых особо выделялись сметливый комсомолец Х. Калмыков, опытные табунщики П. Гедгафов и К. Сижажев, большое внимание уделяли увеличению и сохранности поголовья, и особенно подготовке к случной компании и уходу в период жеребости кобыл. Для маточных табунов выделялись лучшие пастбища, для их зимней пастьбы — наиболее защищённые от ветра участки Гедмыша, расположенные на южных, хорошо обогреваемых солнцем склонах гор и хорошо защищены от северо-восточных ветров высокой грядой гор.
В 1948 году коневодами колхоза имени было выращено при табунном содержании 64 жеребёнка от 64 кобыл, имевшихся на начало года.
Указом Президиума Верховного Совета СССР от 27 июня 1949 года за получение высокой продуктивности в животноводстве в 1948 году Шогенову Таляшу Питовичу присвоено звание Героя Социалистического Труда с вручением ордена Ленина и золотой медали «Серп и Молот».
Эти же указом высокого звания были удостоены его помощник — старший табунщик Х. Т. Калмыков и председатель колхоза имени Кирова Бирсов, Анзор Хацуевич.
Чистокровные «кабардинцы» (аргамаки), выращенные в колхозе имени Кирова Эльбрусского района, поставлялись в другие хозяйства Северного Кавказа для формирования племенного стада, постоянно участвовали в конных выставках и спортивных скачках, в том числе заезде на дистанцию в 500 километров в сентябре 1952 года, который длился 7 дней.
Проживал в родном селе Заюково Кабардинской (с 1957 года — Кабардино-Балкарской) АССР. Скончался в 1978 году.

## Награды
- Золотая медаль «Серп и Молот» (27.06.1949)
- Орден Ленина (27.06.1949)
- Медаль «За оборону Кавказа» (09.06.1945).
- Медаль «В ознаменование 100-летия со дня рождения Владимира Ильича Ленина» (6 апреля 1970)
- Медаль «За победу над Германией в Великой Отечественной войне 1941—1945 гг.» (9 мая 1945[5])
- Юбилейная медаль «Двадцать лет Победы в Великой Отечественной войне 1941—1945 гг.» (7 мая 1965[6])
- Юбилейная медаль «Тридцать лет Победы в Великой Отечественной войне 1941—1945 гг.»[7]
- Медаль «За доблестный труд»
- Медаль «Ветеран труда»
- Медаль «30 лет Советской Армии и Флота».[8]
- Юбилейная медаль «40 лет Вооружённых Сил СССР»[9]
- Юбилейная медаль «50 лет Вооружённых Сил СССР» (26 декабря 1967[10])
- медалями ВДНХ СССР:

## Память
- Его имя увековечено в Главном Храме Вооружённых сил России, и навсегда запечатлено на мемориале «Дорога Памяти»[11].
- На могиле установлен надгробный памятник.